# Cäsar Albano Kletke
Cäsar Albano Kletke (* 28. November 1805 in Brieg; † 5. April 1893 in Breslau) war Pädagoge und Schulmann.

## Leben
Cäsar Albano Kletke war der Sohn des Kaufmanns Carl Heinrich Kletke und seiner Ehefrau Josefa Schiller. Nach dem Besuch des Görlitzer Gymnasiums „Augustum“ kam dieser mit 13 Jahren in Breslau auf das Maria-Magdalenen-Gymnasium, das damals von Johann Kaspar Friedrich Manso geleitet wurde. Dort zeichnete er sich besonders in Mathematik aus. Die Reifeprüfung bestand er 1823 mit Auszeichnung. Kletke studierte an der Universität Breslau. Sein Schwerpunkt war die Mathematik, aber auch Philologie unter Franz Passow und Philosophie unter Henrich Steffens hatte er belegt. Zu ihm, der auch Naturforscher war, wie auch zu dem Schriftsteller Karl Schall und Johann Theodor Mosewius, dem Gründer der Breslauer Singakademie, entwickelte sich ein persönliches Verhältnis.
Noch nicht 22 Jahre alt, legte Kletke die Prüfung für das höhere Lehramt in Mathematik, Physik, Deutsch, Philosophie und einer Reihe von Nebenfächern ab. Erst mit 71 Jahren ging Kletke in den Ruhestand. Er starb in seinem 88. Lebensjahr.

## Leistung
1828 wurde Kletke ordentlicher Lehrer am Gymnasium in Oels und schon 1829 – erst 24-jährig – Lehrer am traditionsreichen Breslauer Elisabet-Gymnasium. Ab 1833 war er zugleich Privatdozent an der Universität Breslau. Kletke habilitierte sich für Angewandte Mathematik und hielt auch viele Vorträge in der „Schlesischen Gesellschaft für vaterländische Cultur“. Die Entwicklung der Industrie und des Handels sowie der Ausbau der Verwaltung veränderten zu Beginn des 19. Jahrhunderts auch das bisher mehr landwirtschaftlich orientierte Schlesien. Doch die bis dahin in Breslau vorhandenen Schulen wurden diesen neuen Anforderungen nicht mehr gerecht. 
Nach der Überwindung vieler Schwierigkeiten war es 1836 endlich so weit: Der Magistrat der Stadt Breslau wählte Cäsar Albano Kletke zum ersten Rektor der neuen „Bürgerschule am Zwinger“. Durch Kletkes erfolgreichen Aufbau dieses neuen Schultyps Realschule wurde er im In- und Ausland als deren prominenter Vertreter bekannt und gab Anstöße auch für ausländische Schulen. So besuchte 1840 der Weltumsegler Adam Johann von Krusenstern, russischer Vizeadmiral und Direktor des Seekadetten-Korps in der damaligen russischen Hauptstadt St. Petersburg, die Schule, um pädagogische Anregungen zu gewinnen. 
Und 1871 kam Pjotr Georgiewski, Staatsrat im russischen Kultus-Ministerium, nach Breslau. Nach Kletkes Vorschlägen richtete er dann anschließend in Russland Realschulen ein. Zum überregionalen Ansehen von Kletke trug auch bei, dass das preußische Kultusministerium ihn 1845 mit einer Denkschrift über die Organisation der höheren Bürger- und Realschulen beauftragte. In Anerkennung seiner Dienste wurde ihm 1846 der Titel „Direktor“ (in Analogie zu der Bezeichnung der Leiter der Gymnasien in Breslau) verliehen.
Kletke trat immer für die sogenannte „polytechnische Bildung“ ein, also für praktische Fächer wie Technisches Zeichnen oder Chemie, und er befürwortete eine stärkere Berücksichtigung des Deutsch-Unterrichtes gegenüber den Fremdsprachen zum Zwecke formaler Bildung. Cäsar Albano Kletke war ein Bruder des Historikers Karl Kletke und ein Vetter des Hermann Kletke (1813–1886), Schriftsteller und Chefredakteur der Vossischen Zeitung in Berlin.

## Veröffentlichungen
- C. A. Kletke: Jahresberichte der Realschule am Zwinger zu Breslau. 1867/1868.
- C. A. Kletke: Entwickelung des Keplerschen Problems: „Aus der mittleren Anomalie eines in einer elliptischen Bahn sich bewegenden Weltkörpers die wahre Anomalie desselben zu finden“. Breslau 1852.
- C. A. Kletke: Die geschichtsphilosophische Weltanschauung von Braniß. Breslau 1849.